# Ján Popluhár
Ján Popluhár, född den 12 september 1935 i Bernolákovo i Tjeckoslovakien (dagens Slovakien), död den 6 mars 2011 i Bernolákovo, var en tjeckoslovakisk fotbollsspelare (försvarare).

## Biografi
Popluhár spelade totalt 62 landskamper för Tjeckoslovakiens landslag mellan 1958 och 1967. Han deltog i fotbolls-VM i Sverige 1958 och i Chile 1962, där han spelade en betydande roll i det tjeckoslovakiska försvaret och där Tjeckoslovakien tog sig till final men förlorade mot Brasilien. I finalmatchen uppmärksammades Popluhárs sportsmannaanda, då han vid ett tillfälle riktade domarens uppmärksamhet mot den skadade Pelé istället för att vända situationen till egen fördel; för detta tilldelades Popluhár World Fair Play Award 1997. Han var även en del av det tjeckoslovakiska landslag som kom trea i fotbolls-EM i Frankrike 1960.
På klubbnivå spelade Popluhár huvudsakligen för Slovan Bratislava. Efter att ha avslutat sin spelarkarriär arbetade han för Slovakiens fotbollsförbund. 2002 blev Popluhár framröstad till Slovakiens bäste fotbollsspelare under 1900-talet.